# 沖直実
沖 直実（おき なおみ、1964年10月24日 - ）は、日本のタレント、ラジオDJ、イケメン評論家。東京都渋谷区出身。

## 略歴
大学を卒業後、OLとして働いていたが、同名（表記は異なる）の俳優・沖直未と隣のマンションだったことをきっかけに付き人となり、芸能界への足掛かりとした。
女優として端役で舞台に立ったこともあるが、学生時代より憧れていたラジオDJを目指し、付き人を1年でやめ、人脈を作ろうとTBSラジオでアルバイトを始める。仕事は番組制作とは無関係だったが、ラジオ局員のアドバイスでデモテープを制作し、AM、FM局100局に送付した。
1992年、ラジオ日本「ラジオウェスト」でデビュー。
2004年からはラジオDJや司会をやりながらイケメン評論家としてテレビ出演、携帯サイトプロデュース、雑誌の記事執筆などの活動を行うほか、イベント「沖直実のいい男祭り」の企画、構成、司会を担当する。同イベントは2023年時点で25回開催されている。

## 出演

### ラジオ
- ラジオ日本「ラジオウェスト」（1993年 - 1994年、パーソナリティ）
- TOKYO FM「まんたんミュージック」（1994年 - 1997年）
- 新潟放送「LOVE＆LOVE Dステーション」（1997年 - 2000年）
- BAYFM「東京ベイライン7300」（1998年 - 1999年）
- 全国地方AM「バック・トゥ・ザ・ルーツ」（1999年 - 2000年）
- PCM衛星チャンネルと全国コミュニティFM34局ネット 「沖直実のJ-POPブランニュースペシャル」（1999年 - 2002年）
- 信越放送「トーキョーフェイス」（2002年 -）
- 全国地方AM「沖直実の日本全国ラジオおこし」（2002年10月 - 2001年4月）
- 大阪有線「生でイキましょう」（2002年10月 - ）
- Date fm「沖直実の四文字熟女」（2002年1月 - 3月）
- JFN「アーバン ソウルクラブ」（2004年 - ）
- 秋田放送・山梨放送・山口放送・北日本放送「小室等のまじかよ ミステリーワールド」（2005年4月 - ）
- ラジオ日本「ユア・リレブス」（2006年10月 - ）
- ラジオ日本「がってんこじらじお」（2007年4月 - ）
- ラジオ日本「大人の愚問」（2010年4月3日 - 2011年3月26日）
- AuDee配信「沖直実のいい男ラジオ」（2022年6月2日 - ）
- CROSS FM「堀江淳と沖直実のJun For You」（2023年1月7日 - 3月31日）[6]
- J-WAVE
- ニッポン放送
- 文化放送

### イケメン評論家

#### テレビ
フジテレビ
- 「ノンストップ」
- 「めざましテレビ」
- 「情報プレゼンター とくダネ!」
- 「ホンマでっか!?TV」

日本テレビ
- 「踊る!さんま御殿!!」
- 「ズームイン!!サタデー」
- 「有吉反省会」

TBS
- 「ニュースキャスター」
- 「ビビット」
- 「ゴゴスマ ～GO GO!Smile!～」

テレビ朝日
- 「ワイド!スクランブル」
- 「ザ・モーニング」
- 「激レアさんを連れてきた。」（2025年1月6日）

テレビ東京
- 「スゴい会議」

MX
- 「韓バラ」

テレビ埼玉
- 「イケメンZ」

#### インターネットテレビ
- アメスタ「沖直実のイケメンサプリ」
- アベマTV
- 扶桑社「女子SPA!」連載

#### 携帯サイト
- ドワンゴ「いい男サプリ」

#### 雑誌
- 女性自身
- 女性セブン
- 週刊女性
- anan
- oggi
- CLASSY
- ザ・テレビジョン
- SPA!
- 写真集『熱狂！リオ五輪イケメンファイル』日本ビジネス社、2016年8月。ISBN 978-4-8284-1897-1。